# Östra flygbasområdet
Östra flygbasområdet (Flybo O) var ett flygbasområde inom svenska flygvapnet som verkade åren 1942–1957. Förbandsledningen var förlagd i Stockholms garnison i Stockholm.

## Historik
Genom 1942 års försvarsbeslut bildades fem regionala flygbasområden, det i syfte att samordna och ansvara för krigsflygbaser och förråd. Varje krigsflygbas fick av säkerhetsskäl endast en flygande division förläggas. Därav fick staben för respektive flygbasområde i uppgift att anlägga nya flygfält, vilka skulle grupperas i tre fält med 3–10 km mellanrum. När Flygvapnet började organiseras efter STRIL 50, kom all luftbevakningen att koncentreras till Flygvapnet. Detta efter att både Armén och Flygvapnet haft egna luftbevakningsorganisationer. För flygbasområdena innebar det att ansvarsområdet utökades från 1948 till att även innefatta luftbevakning. Den 1 oktober 1957 avvecklades flygbasområdena, och ersattes geografiskt av luftförsvarssektorer, medan uppgifterna överfördes till eskaderstaberna.

## Ingående enheter
- Fält 10: Larslund/Enstaberga
- Fält 12: Väsby
- Fält 13: Gryttjom
- Fält 14: Tierp/Nygård
- Fält 23: Sundbro
- Fält 24: Viksta/Sommaränge
- Fält 36: Åkerby/Gräve

## Förbandschefer
Förbandschefen titulerades flygbasområdeschef och hade tjänstegraden överste.

- 1942–1945: Fredrik Adilz
- 1945–1952: Georg Gärdin
- 1952–1955: Lars Gösta Hägglöf
- 1955–1957: Herbert von Schinkel

## Namn, beteckning och förläggningsort
| Östra flygbasområdet | 1942-10-01 | – | 1957-09-30 |

| Flybo O | 1942-10-01 | – | 1957-09-30 |

| Stockholms garnison/Barkarby (F) | 1942-10-01 | – | 1957-09-30 |